# الکس استین (کمدین)
الکس استین (زاده ۸ اکتبر ۱۹۸۶) یک شخصیت راست‌گرای آمریکایی در یوتیوب است. او به علت برهم زدن جلسات دولت محلی و ملاقات با سیاستمداران مشهور می باشد. استین مجری برنامه پرایم تایم به همراه الکس استین در شبکه بلیز مدیا گلن بک است.

## اوایل زندگی
استین در خانواده کلی استین و رت استین ، بدنیا آمد. بعد از آن او در دالاس، تگزاس رشد پیدا کرد. استین یهودی می باشد، ولی به مجله یهودی اینگونه پاسخ داد که او یک بار میتزوه «یا هیچ یک از چیزهای مطلوب یهودی در دوران کودکی اش» نپذیرفته. بعد از آن استین اینگونه بیان کرد که در دوران کودکی اش "بسیار شکاک و باهوش " بوده، که به گفته خودش منجر به شادی او از تئوری های توطئه شده است.